# Alcithoe
Alcithoe is een geslacht van weekdieren uit de  familie van de Volutidae.

## Soorten
- Alcithoe aillaudorum Bouchet & Poppe, 1988
- Alcithoe albescens Bail & Limpus, 2005
- Alcithoe arabica (Gmelin, 1791)
- Alcithoe arabicula Marwick, 1926 †
- Alcithoe bacchinalia L. C. King, 1934 †
- Alcithoe bartrumi (L. C. King, 1933) †
- Alcithoe bathgatei Finlay, 1926 †
- Alcithoe benthicola (Dell, 1963)
- Alcithoe brevis Marwick, 1926 †
- Alcithoe bulbus (Marwick, 1931) †
- Alcithoe callaghani (L. C. King, 1931) †
- Alcithoe colesae Bail & Limpus, 2005
- Alcithoe concisa Marwick, 1931 †
- Alcithoe cylindrica Marwick, 1926 †
- Alcithoe davegibbsi Hart, 1999
- Alcithoe dilatata Marwick, 1926 †
- Alcithoe dyscrita Finlay, 1926 †
- Alcithoe exigua Marwick, 1926 †
- Alcithoe familiaris Marwick, 1926 †
- Alcithoe finlayi Marwick, 1926 †
- Alcithoe firma (Marwick, 1926) †
- Alcithoe fissurata (Dell, 1963)
- Alcithoe flemingi Dell, 1978
- Alcithoe fusus (Quoy & Gaimard, 1833)
- Alcithoe gatesi Marwick, 1926 †
- Alcithoe gravicostata L. C. King, 1931 †
- Alcithoe haweraensis Marwick, 1926 †
- Alcithoe hurupiensis Marwick, 1926 †
- Alcithoe irregularis Marwick, 1926 †
- Alcithoe jaculoides Powell, 1924
- Alcithoe larochei Marwick, 1926
- Alcithoe lepida Marwick, 1926 †
- Alcithoe lutea (R. B. Watson, 1882)
- Alcithoe marlburiana L. C. King, 1934 †
- Alcithoe murdochi (Marwick, 1926) †
- Alcithoe nodulifera (Laws, 1935) †
- Alcithoe parva Marwick, 1926 †
- Alcithoe phymatias Finlay, 1926 †
- Alcithoe pinguella (Marwick, 1931) †
- Alcithoe powelli (Laws, 1936) †
- Alcithoe pseudolutea Bail & Limpus, 2005
- Alcithoe regularis Finlay, 1926 †
- Alcithoe renwicki (Marwick, 1928) †
- Alcithoe resolutionensis C. A. Fleming, 1954 †
- Alcithoe rugosa (Marwick, 1926) †
- Alcithoe scitula (Marwick, 1926) †
- Alcithoe scopi Marwick, 1926 †
- Alcithoe seelyeorum Bail & Limpus, 2005
- Alcithoe solida Marwick, 1926 †
- Alcithoe tigrina Bail & Limpus, 2005
- Alcithoe triregensis Bail & Limpus, 2005
- Alcithoe turrita (Suter, 1917) †
- Alcithoe uptonensis (L. C. King, 1934) †
- Alcithoe wangaloaensis Stilwell, 2016 †
- Alcithoe whakinoensis Marwick, 1926 †
- Alcithoe wilsonae (Powell, 1933)

### Synoniemen
- Alcithoe (Alcithoe) => Alcithoe H. Adams & A. Adams, 1853
  - Alcithoe (Alcithoe) swainsoni Marwick, 1926 => Alcithoe arabica (Gmelin, 1791)
- Alcithoe (Leporemax) Iredale, 1937 => Alcithoe H. Adams & A. Adams, 1853
  - Alcithoe (Leporemax) fusus (Quoy & Gaimard, 1833) => Alcithoe fusus (Quoy & Gaimard, 1833)
- Alcithoe acuta Marwick, 1926 † => Alcithoe arabica (Gmelin, 1791)
- Alcithoe armigera Marwick, 1926 † => Alcithoe cylindrica Marwick, 1926 †
- Alcithoe calva Powell, 1928 => Alcithoe jaculoides Powell, 1924
- Alcithoe chathamensis (Dell, 1956) => Alcithoe wilsonae (Powell, 1933)
- Alcithoe compressa Marwick, 1926 † => Alcithoe cylindrica Marwick, 1926 †
- Alcithoe detrita Marwick, 1926 † => Alcithoe arabica (Gmelin, 1791)
- Alcithoe johnstoni Powell, 1928 => Alcithoe jaculoides Powell, 1924
- Alcithoe knoxi (Dell, 1956) => Alcithoe wilsonae (Powell, 1933)
- Alcithoe lutea Marwick, 1924 † => Alcithoe arabica (Gmelin, 1791)
- Alcithoe mackayi Marwick, 1926 † => Alcithoe brevis Marwick, 1926 †
- Alcithoe motutarensis Powell, 1928 => Alcithoe arabica (Gmelin, 1791)
- Alcithoe neglecta Marwick, 1926 † => Alcithoe cylindrica Marwick, 1926 †
- Alcithoe nukumaruensis (P. Marshall & Murdoch, 1920) † => Alcithoe arabica (Gmelin, 1791)
- Alcithoe oliveri Marwick, 1926 => Mauira oliveri (Marwick, 1926) †
- Alcithoe ostenfeldi (Iredale, 1937) => Alcithoe larochei ostenfeldi (Iredale, 1937)
- Alcithoe propearabicula Bartrum & Powell, 1928 † => Alcithoe parva Marwick, 1926 †
- Alcithoe reflexa Marwick, 1926 † => Alcithoe cylindrica Marwick, 1926 †
- Alcithoe residua Finlay, 1926 † => Spinomelon residua (Finlay, 1926) †
- Alcithoe robusta Marwick, 1926 † => Alcithoe cylindrica Marwick, 1926 †
- Alcithoe separabilis Laws, 1932 † => Alcithoe lepida Marwick, 1926 †
- Alcithoe sequax Marwick, 1926 † => Alcithoe cylindrica Marwick, 1926 †
- Alcithoe strongi Marwick, 1931 † => Mauithoe strongi (Marwick, 1931) †
- Alcithoe subgracilis Marwick, 1926 † => Alcithoe brevis Marwick, 1926 †
- Alcithoe swainsoni Marwick, 1926 † => Alcithoe arabica (Gmelin, 1791)
- Alcithoe transformis Marwick, 1926 † => Alcithoe arabica (Gmelin, 1791)
- Alcithoe wekaensis Marwick, 1926 † => Alcithoe cylindrica Marwick, 1926 †